# Наварро, Эмма
Эмма Наварро (англ. Emma Navarro; род. 18 мая 2001, Нью-Йорк, США) — американская теннисистка. Полуфиналистка одного турнира Большого шлема в одиночном разряде (Открытый чемпионат США-2024); победительница двух турниров WTA в одиночном разряде. Победительница одного юниорского турнира Большого шлема в парном разряде (Открытый чемпионат Франции-2019); финалистка двух юниорских турниров Большого шлема (по разу — в одиночном и парном разрядах), бывшая третья ракетка мира в юниорском рейтинге.

## Общая биография
Прадед Эммы приехал в США из Италии.. Её отец — Бенджамин — крупный предприниматель, банкир, спонсор теннисных соревнований в США. Его состояние оценивается примерно в три миллиарда долларов, подконтрольная Наварро инвестиционная компания Sherman Financial Group владеет Credit One Bank. Бенджамину принадлежит теннисный клуб в Маунт-Плезанте, его компании контролируют права на организацию турниров в Чарлстоне (Южная Каролина) и Мейсоне (Огайо). Дед Эммы — Фрэнк — бывший игрок и тренер в системе университетского американского футбола.

## Спортивная карьера

### 2016—2017
В 2016 году в 15-летнем возрасте Наварро дебютировала на профессиональных турнирах Чарлстонского теннисного клуба Live To Play Tennis Club, который принадлежит её отцу.
В сентябре 2017 года вместе с Хлоей Бек стала победительницей в парном разряде первого профессионального турнира ITF в Чарлстоне (Южная Каролина).

### 2019
В январе 2019 года вместе с Хлоей Бек стала финалисткой в парном разряде юниорского турнира Большого шлема Открытого чемпионата Австралии.
В июне 2019 года вместе с Бек стала победительницей в парном разряде и финалисткой в одиночном разряде юниорского турнира Большого шлема Открытого чемпионата Франции, в финале проиграв канадке Лейле Фернандес со счётом 3-6, 2-6.
В августе 2019 года впервые участвовала в основной сетке турнира Большого шлема в парном разряде Открытого чемпионата США вместе с Хейли Баптист, но в первом раунде соревнований они проиграли своим соотечественницам Кристи Ан и Кристине Макхейл.

### 2021—2022
В 2021 году Эмма Наварро стала чемпионкой студенческой лиги NCAA (колледжей и университетов США и Канады), причём за весь сезон проиграла всего один матч.
В августе 2021 года участвовала на турнире Большого шлема Открытом чемпионате США, где она в первом раунде соревнований одиночного разряда проиграла опытной соотечественнице Кристине Макхейл со счётом 1-6, 6−7(5-7). Она также участвовала в парном разряде этого турнира вместе с Хейли Баптист, но в первом раунде соревнований они проиграли украинским теннисисткам Марте Костюк и Даяне Ястремской.
В 2021—2022 годах стала победительницей двух турниров ITF в одиночном разряде.

### 2023
В конце мая 2023 года на Открытом чемпионате Франции в первом раунде соревнований победила россиянку Эрику Андрееву со счётом 6-2, 3-6, 6-4, но во втором круге соревнований она проиграла канадке Бьянке Андрееску со счётом 1-6, 4-6.
Она также участвовала в парном разряде этого турнира вместе с Даниэль Коллинз, но в первом раунде соревнований они проиграли Элизе Мертенс и Сторм Хантер.
В начале июля 2023 года на Уимблдонском турнире в первом раунде соревнований проиграла опытной россиянке Екатерине Александровой со счётом 4-6, 3-6.
Она также участвовала в парном разряде этого турнира вместе с эстонской теннисисткой Ингрид Нил, но в первом раунде соревнований они проиграли Кэролайн Доулхайд и Чжан Шуай.
В середине июля 2023 года она стала финалисткой турнира WTA 125 в [[Открытый чемпионат Швеции по теннису|Бостаде (Швеция), в финале проиграв сербке Ольге Данилович со счётом 6-7(4), 6-3, 3-6.
В августе 2023 года в одиночном разряде на Открытом чемпионате США в первом раунде соревнований проиграла опытной польке Магдалене Френх со счётом 6-7(10), 6-1, 2-6.
Она также участвовала в парном разряде этого турнира вместе с Пейтон Стернс, но в первом раунде соревнований они проиграли Анне Данилиной и Хезер Уотсон.
В 2023 году стала победительницей ещё пяти турниров ITF в одиночном разряде.

### 2024
13 января 2024 года стала победительницей турнира WTA 250 в Хобарте (Австралия), в финале победив опытную бельгийку Элизе Мертенс со счётом 6-1, 4-6, 7-5. По ходу соревнований в Хобарте Наварро обыграла таких теннисисток, как: Клара Бюрель, Магдалена Френх, Виктория Томова и Юань Юэ.
В середине января 2024 года на турнире Большого шлема Открытом чемпионате Австралии, Наварро в первом круге одиночного разряда победила китаянку Ван Сиюй, во втором круге победила итальянку Элизабетту Коччаретто, но в третьем круге она проиграла украинке Даяне Ястремской со счётом 2-6, 6-2, 1-6. На этом турнире она также выступала в парном разряде вместе с россиянкой Дианой Шнайдер, где они в первом круге победили Ангелину Калинину и Анну Каролину Шмидлову, во втором круге победили Чжань Хаоцин и Гильяну Ольмос, но в 1/8 финала турнира они проиграли Барборе Крейчиковой и Лауре Зигемунд.
В начале марта 2024 года стала победительницей вместе с Беном Шелтоном на выставочном турнире смешанных пар накануне «Мастерса» в Индиан-Уэлсе (США), где они в финале обыграли испано-греческий дуэт Стефаноса Циципаса и Паулы Бадосы со счётом 10:8.
Участвуя на турнире WTA 1000 в одиночном разряде Индиан-Уэлса она в 1/16 финала победила украинку Элину Свитолину, затем в 1/8 финала победила 2-ю ракетку мира белоруску Арину Соболенко, но в четвертьфинале проиграла гречанке Марии Саккари со счётом: 7-5, 2-6, 4-6.
В середине мая стала финалисткой в одиночном разряде турнира WTA-125 в Париже (Франция), где она проиграла россиянке Диане Шнайдер со счётом 2-6, 6-3, 4-6.

## Итоговое место в рейтинге WTA по годам
| Год  | Одиночный рейтинг | Парный рейтинг |
| 2024 | 8                 | 98             |
| 2023 | 38                | 501            |
| 2022 | 143               | 1073           |
| 2021 | 233               | 370            |
| 2020 | 463               | 409            |
| 2019 | 486               | 444            |
| 2018 | 763               | 696            |
| 2017 | -                 | 868            |

## Выступления на турнирах

### Финалы турнировWTAв одиночном разряде (2)

#### Победы (2)
| Легенда:                   |
| -------------------------- |
| Турниры Большого шлема (0) |
| Олимпиада (0)              |
| Итоговый турнир WTA (0)    |
| WTA 1000 (0)               |
| WTA 500 (1)                |
| WTA 250 (1)                |

| Титулы по покрытиям | Титулы по месту проведения матчей турнира |
| ------------------- | ----------------------------------------- |
| Хард (2)            | Зал (0)                                   |
| Грунт (0)           | Зал (0)                                   |
| Трава (0)           | Открытый воздух (2)                       |
| Ковёр (0)           | Открытый воздух (2)                       |

| №  | Дата           | Турнир            | Покрытие | Соперница в финале | Счёт        |
| 1. | 14 января 2024 | Хобарт, Австралия | Хард     | Элизе Мертенс      | 6-1 4-6 7-5 |
| 2. | 2 марта 2025   | Мерида, Мексика   | Хард     | Эмилиана Аранго    | 6-0 6-0     |

### Финалы турнировWTA 125иITFв одиночном разряде (13)

#### Победы (7)
| Призовые    | Титулы по годам | Титулы по годам |
| ----------- | --------------- | --------------- |
| Призовые    | до 2024         | с 2024          |
| 125.000 USD | 0+0             | 0+0             |
| 100.000 USD | 2+0             | 0+0             |
| 80.000 USD  | 1+0             | -               |
| 75.000 USD  | -               | 0+0             |
| 60.000 USD  | 2+0             | -               |
| 50.000 USD  | -               | 0+0             |
| 40.000 USD  | 0+0             | -               |
| 35.000 USD  | -               | 0+0             |
| 25.000 USD  | 2+0             | -               |
| 15.000 USD  | 0+1             | 0+1             |

| Титулы по покрытиям | Титулы по месту проведения матчей турнира |
| ------------------- | ----------------------------------------- |
| Хард (1)            | Зал (0)                                   |
| Грунт (6+1)         | Зал (0)                                   |
| Трава (0)           | Открытый воздух (7+1)                     |
| Ковёр (0)           | Открытый воздух (7+1)                     |

| №  | Дата            | Турнир           | Покрытие | Соперница в финале | Счёт        |
| 1. | 7 ноября 2021   | Орландо, США     | Грунт    | Элли Кик           | 3-6 6-2 6-3 |
| 2. | 17 июля 2022    | Лиепая, Латвия   | Грунт    | Юань Юэ            | 6-4 6-4     |
| 3. | 15 января 2023  | Нейплс, США      | Грунт    | Пейтон Стернс      | 6-3 7-5     |
| 4. | 23 апреля 2023  | Чарлстон, США    | Грунт    | Пейтон Стернс      | 2-6 6-2 7-5 |
| 5. | 30 апреля 2023  | Шарлотсвилл, США | Грунт    | Эшлин Крюгер       | 6-1 6-1     |
| 6. | 29 октября 2023 | Тайлер, США      | Хард     | Кайла Дэй          | 6-3 6-4     |
| 7. | 12 ноября 2023  | Чарлстон, США    | Грунт    | Панна Удварди      | 6-1 6-1     |

#### Поражения (6)
| №  | Дата             | Турнир                | Покрытие | Соперница в финале | Счёт           |
| 1. | 10 июля 2022     | Амстелвен, Нидерланды | Грунт    | Симона Вальтерт    | 6-7(10) 0-6    |
| 2. | 11 сентября 2022 | Монтрё, Швейцария     | Грунт    | Тамара Корпач      | 4-6 1-6        |
| 3. | 22 января 2023   | Виро-Бич, США         | Грунт    | Мари Бенуа         | 2-6 5-7        |
| 4. | 25 июня 2023     | Илкли, Великобритания | Трава    | Мирьям Бьёрклунд   | 4-6 5-7        |
| 5. | 16 июля 2023     | Бостад, Швеция        | Грунт    | Ольга Данилович    | 6-7(4) 6-3 3-6 |
| 6. | 19 мая 2024      | Париж, Франция        | Грунт    | Диана Шнайдер      | 2-6 6-3 4-6    |

### Финалы турнировWTA 125иITFв парном разряде (1)

#### Победы (1)
| №  | Дата           | Турнир        | Покрытие | Партнёрша | Соперницы в финале                       | Счёт    |
| 1. | 1 октября 2017 | Чарлстон, США | Грунт    | Хлоя Бек  | Ксения Кузнецова Мария Мартинес Мартинес | 6-1 6-4 |

## История выступлений на турнирах
По состоянию на 9 июня 2025 года
Для того, чтобы предотвратить неразбериху и удваивание счета, информация в этой таблице корректируется только по окончании участия там данного игрока.
| Турнир                       | 2019  | 2021          | 2022          | 2023          | 2024   | 2025  | Итог   | В/П за карьеру |
| ---------------------------- | ----- | ------------- | ------------- | ------------- | ------ | ----- | ------ | -------------- |
| Турниры Большого шлема       |       |               |               |               |        |       |        |                |
| Открытый чемпионат Австралии | -     | -             | -             | -             | 3Р     | 1/4   | 0 / 2  | 6-2            |
| Открытый чемпионат Франции   | -     | -             | -             | 2Р            | 4Р     | 1Р    | 0 / 3  | 4-3            |
| Уимблдонский турнир          | -     | -             | -             | 1Р            | 1/4    |       | 0 / 2  | 4-2            |
| Открытый чемпионат США       | К     | 1Р            | -             | 1Р            | 1/2    |       | 0 / 3  | 5-3            |
| Итог                         | 0 / 0 | 0 / 1         | 0 / 0         | 0 / 3         | 0 / 4  | 0 / 2 | 0 / 10 |                |
| В/П в сезоне                 | 0-0   | 0-1           | 0-0           | 1-3           | 14-4   | 4-2   |        | 19-10          |
| Олимпийские игры             |       |               |               |               |        |       |        |                |
| Летняя олимпиада             | НП    | -             | НП            | НП            | 3Р     | НП    | 0 / 1  | 2-1            |
| Турниры WTA 1000             |       |               |               |               |        |       |        |                |
| Доха                         | ОС    | ОС            | -             | ОС            | 3Р     | 2Р    | 0 / 2  | 2-2            |
| Дубай                        | -     | -             | ОС            | -             | 2Р     | 3Р    | 0 / 2  | 2-2            |
| Индиан-Уэлс                  | -     | -             | 1Р            | 2Р            | 1/4    | 3Р    | 0 / 4  | 5-4            |
| Майами                       | -     | -             | -             | К             | 4Р     | 2Р    | 0 / 2  | 2-2            |
| Мадрид                       | -     | -             | -             | -             | 3Р     | 3Р    | 0 / 2  | 2-2            |
| Рим                          | -     | -             | -             | -             | 2Р     | 3Р    | 0 / 2  | 1-2            |
| Монреаль / Торонто           | -     | -             | -             | -             | 1/2    |       | 0 / 1  | 3-1            |
| Цинциннати                   | -     | К             | -             | 1Р            | 1Р     |       | 0 / 2  | 0-2            |
| Пекин                        | -     | НП            | НП            | -             | 2Р     |       | 0 / 1  | 0-1            |
| Ухань                        | -     | Не проводился | Не проводился | Не проводился | 2Р     |       | 0 / 1  | 0-1            |
| Гвадалахара                  | НП    | НП            | -             | 3Р            | ОС     | ОС    | 0 / 1  | 2-1            |
| Итог                         | 0 / 0 | 0 / 0         | 0 / 1         | 0 / 3         | 0 / 10 | 0 / 6 | 0 / 20 |                |
| В/П в сезоне                 | 0-0   | 0-0           | 0-1           | 3-3           | 12-10  | 4-6   |        | 19-20          |

| Турнир                       | 2019  | 2021  | 2023  | 2024  | Итог  | В/П за карьеру |
| ---------------------------- | ----- | ----- | ----- | ----- | ----- | -------------- |
| Турниры Большого шлема       |       |       |       |       |       |                |
| Открытый чемпионат Австралии | -     | -     | -     | 3Р    | 0 / 1 | 2-1            |
| Открытый чемпионат Франции   | -     | -     | 1Р    | 1/4   | 0 / 2 | 3-2            |
| Уимблдонский турнир          | -     | -     | 1Р    | 2Р    | 0 / 2 | 1-2            |
| Открытый чемпионат США       | 1Р    | 1Р    | 1Р    | -     | 0 / 3 | 0-3            |
| Итог                         | 0 / 1 | 0 / 1 | 0 / 3 | 0 / 3 | 0 / 8 |                |
| В/П в сезоне                 | 0-1   | 0-1   | 0-3   | 6-3   |       | 6-8            |

## История личных встреч
| Соперница       | Все матчи | Финалы |                   |
| --------------- | --------- | ------ | ----------------- |
| Арина Соболенко | 0-0       | 0-0    | юниорские турниры |
| Арина Соболенко | 1-2       | 0-0    | взрослые турниры  |
| Мария Саккари   | 0-0       | 0-0    | юниорские турниры |
| Мария Саккари   | 1-2       | 0-0    | взрослые турниры  |
| Ига Свёнтек     | 0-0       | 0-0    | юниорские турниры |
| Ига Свёнтек     | 0-2       | 0-0    | взрослые турниры  |
| Дарья Касаткина | 0-0       | 0-0    | юниорские турниры |
| Дарья Касаткина | 1-0       | 0-0    | взрослые турниры  |
| Диана Шнайдер   | 0-0       | 0-0    | юниорские турниры |
| Диана Шнайдер   | 1-2       | 0-1    | взрослые турниры  |
| Кори Гауфф      | 0-0       | 0-0    | юниорские турниры |
| Кори Гауфф      | 2-1       | 0-0    | взрослые турниры  |
| Джессика Пегула | 0-0       | 0-0    | юниорские турниры |
| Джессика Пегула | 0-1       | 0-0    | взрослые турниры  |